# Новосёлки (Остромичский сельсовет)
Новосёлки (бел. Навасёлкі) — деревня в Кобринском районе Брестской области Белоруссии. Входит в состав Остромичского сельсовета.
По данным на 1 января 2016 года население составило 14 человек в 7 домохозяйствах.

## География
Деревня расположена в 28 км к северо-востоку от города и станции Кобрин, 16 км к северу от станции Городец и в 72 км к востоку от Бреста, на автодороге М1 Брест-Минск.
На 2012 год площадь населённого пункта составила 0,2 км² (20 га).

## История
Населённый пункт известен с 1890 года. В разное время население составляло:
- 1999 год: 18 хозяйств, 45 человек;
- 2009 год: 21 человек;
- 2016 год[2]: 7 хозяйств, 14 человек;
- 2019 год[1]: 9 человек.